# Mesoglossum
Mesoglossum es un género de orquídeas perteneciente a la subfamilia Epidendroideae dentro de la familia Orchidaceae. Tiene una especie.  

## Especie
| - Mesoglossum londesboroughianum (Rchb.f.) F.Halbinger |